# قشلاق ملک‌کندی
قشلاق ملک‌کندی یک منطقهٔ مسکونی در ایران است که در بخش اسلام‌آباد واقع شده‌است. قشلاق ملک‌کندی ۱۹۷ نفر جمعیت دارد.